# Tarławki
Tarławki (niem. Taberlack, Taberławki)  – osada w Polsce położona w województwie warmińsko-mazurskim, w powiecie węgorzewskim, w gminie Węgorzewo.
W latach 1975–1998 miejscowość administracyjnie należała do województwa suwalskiego.

## Historia
W odległości około 1 km od wsi na Tarławieckiej Górze (143 m n.p.m.) znajduje się grodzisko pruskie.
Wieś powstała na początku XV w., a przywilej lokacji wsi dla Sorwilla i Schaffstädta odnowiony został przez komtura Pokarmina 24 września 1416 r. W 1423 istniejące w Tarławkach majątki ziemskie odkupili: Jakub z Mgowa (protoplasta Lehnndorffów ze Sztynortu) i Łukasz von Lauthe. W XVI w. Tarławki w całości należały do Lehndorffów. Według spisu z 1858 majątek ziemski w Tarławkach o powierzchni 53 włók należał do Lehndorffów, w wieku XX majątek miał powierzchnię 600 ha.
Szkoła w Tarławkach powstała w XVIII w.. W jednoklasowej szkole w roku 1852 było 42 uczniów, a w 1935 – 41 uczniów. Po II wojnie światowej szkołę podstawową w Tarławkach utworzono w roku 1950. W roku szkolnym 1966/67 była to szkoła czteroklasowa.
Po zamachu na Hitlera Heinrich von Lehndorff został aresztowany, a Tarławki zostały skonfiskowane przez III Rzeszę. Po 1945 powstał tu PGR, który w ostatniej fazie ich funkcjonowania jako zakład rolny, wraz z folwarkiem Surwile należał do PPGR Srokowo.
Wieś należy do sołectwa Radzieje.

## Dwór
W roku 1656 po spaleniu przez Tatarów Sztynortu Tarławki na kilkadziesiąt lat zostały główną siedzibą rodu von Lehndorff. W tym czasie w Tarławkach mógł być drewniany dwór. (Drewniane dwory poprzedzały zwykle budowle murowane – zobacz Kałki).
W roku 1675 w Tarławkach zmarła Elisabeth z domu von Eulenburg, matka Ahasvera von Lehndorff.
Murowany dwór wybudowany został tutaj w połowie XIX w. Skromna, parterowa budowla powstała na rzucie prostokąta. Dwór został powiększony na przełomie XIX i XX w. o prostopadle dobudowane skrzydło. Dwór przykryty jest dachem dwuspadowym i zdobiony klasycyzującymi detalami architektonicznymi. Z dawnego parku zachowała się lipowa aleja. Po II wojnie światowej dwór wykorzystywany był na pomieszczenia biurowe i mieszkania miejscowego PGR.

## Demografia
W roku 1540 w Tarławkach mieszkało 20 rodzin chłopskich.
Liczba mieszkańców: w roku 1858 – 226 osób, w 1939 – 255.